# Махмуд Герай
Махмуд (Мехмет, Мегмет) Герай (Гирей)-султан (? — 1782) — неудачный претендент на титул крымского хана.
Сын татарского хана Крым-Гирея и родственник последнего крымского хана Шахина Герая.
В 1778 году был ханом Абазинской орды, кочевавшей в Прикубанье. Сераскир Едисанской орды в 1781 году.
Выступал против Шагин-Гирея, проводившего пророссийскую политику. В 1782 году встал во главе восстания недовольной местной знати и мусульманского духовенства против Шахина Герая, заставившего крымского хана бежать под защиту русских войск.
При поддержке Османской империи в Кафе был провозглашён новым крымским ханом.
После подавления восстания казнён по приказу крымского хана Шахина Герая. По другим данным, погиб в бою около деревень Гангуре и Сакулиц с русскими войсками под командованием генерал-майора Б. П. Ласси и генерал-аншефа Каменского (обе деревни были уничтожены вместе с жителями).